# Marsikomerus texanus
Marsikomerus texanus är en mångfotingart som först beskrevs av Chamberlin 1940.  Marsikomerus texanus ingår i släktet Marsikomerus och familjen småjordkrypare. Inga underarter finns listade i Catalogue of Life.